# Стьюарт (приток Нечако)
Стьюарт (англ. Stuart River) — река в провинции Британская Колумбия (Канада), приток реки Нечако.

## География
Река берёт начало в озере Стьюарт и течёт на юго-восток по центральной части Британской Колумбии до впадения в реку Нечако западнее города Принс-Джордж. Длина реки Стьюарт составляет 110 км (415 км, если истоком реки считать исток реки Дрифтвуд), а площадь бассейна равна 16 200 км². В бассейн реки частично входит плато Нечако, характерной особенностью которого является обилие небольших озёр и речек. Низкие, но впечатляющие горные хребты окружают реку, образуя местами крутые обрывы.

## Флора и фауна
Бассейн реки Стьюарт покрыт прибрежными и горными лесами. В лесах растёт Дугласова пихта, сосна скрученная широкохвойная, ель, тополь, осина и берёза. В подлеске — ива, кизил и ольха. На склонах холмов часто встречается карликовый можжевельник.
Животный мир представлен оленями, лосями и вапити. Лебеди-трубачи зимуют в верховьях реки. Река Стюарт является одной из «лососёвых» рек Канады, в отдельные годы до одного миллиона особей лосося поднимается вверх по реке на нерест в ручьях и речках к северу от озера Стьюарт. Главное богатство реки — нерка.

## Полезные ископаемые
Район реки потенциально богат на золото, цинк, медь, свинец и молибден. На притоках Дог-Крик и Тсах-Крик добыча золота ведётся с 1930-х годов (с перерывами). Также имеются месторождения таких минералов, как известняк, тальк, магнезит.
Река названа в честь Джона Стьюарта, участника экспедиции Саймона Фрейзера 1808 года.